# 奥特尔塔尔
奥特尔塔尔是奥地利下奥地利州诺因基兴县的一个市镇。总面积6.16平方公里，总人口573人，人口密度93.0人/平方公里（2005年）。